# Fleury (Somme)
Fleury é uma comuna francesa na região administrativa de Altos da França, no departamento de Somme. Estende-se por uma área de 9,42 km². Em 2010 a comuna tinha 220 habitantes (densidade: 23,4 hab./km²). Estabelecendo se bem ao norte da França.